# The Adversary (Star Trek: Deep Space Nine)
"The Adversary" és el 26è i últim episodi de la tercera temporada de la sèrie de televisió de ciència-ficció estatunidenca Star Trek: Deep Space Nine, el 72è de tota la sèrie. Originalment es van emetre en redifusió a partir del 12 de juny de 1995. La història va ser escrita per Ira Steven Behr i Robert Hewitt Wolfe, mentre que l'episodi va ser dirigit per Alexander Singer i la banda sonora va ser creada per Jay Chattaway. L'episodi tenia una qualificació Nielsen de 7,1 punts quan es va emetre per primera vegada.
Ambientada al segle XXIV, la sèrie segueix les aventures a Espai Profund 9, una estació espacial situada prop d'un forat de cuc estable entre els Quadrants Alfa i Gamma de la Via Làctia, prop del planeta Bajor, mentre els bajorans es recuperen d'una brutal ocupació de dècades pels imperialistes cardassians. El Quadrant Gamma acull un imperi hostil conegut com el Domini, governat pels Fundadors que canvien de forma. En aquest episodi, ambientat principalment a la nau estel·lar Defiant, el recentment ascendit capità Sisko (Avery Brooks) i la tripulació han d'aturar un infiltrat canviant que intenta iniciar una guerra entre la Federació Unida de Planetes i un dels seus veïns. L'episodi té com a estrella convidada Lawrence Pressman com a ambaixador, i Kenneth Marshall apareix en el seu paper recurrent com a Michael Eddington.

## Argument
En una cerimònia que commemorava l'ascens de l'oficial al comandament de Deep Space Nine, Benjamin Sisko és ascendit al rang de capità, l'ambaixador visitant Krajensky li diu a Sisko que els Tzenkethi, una raça alienígena amb un historial d'hostilitat cap a la Federació, han derrocat el seu governant, l'Autarca, en un cop d'estat. Advertint que el substitut de l'Autarca podria renovar les hostilitats antifederacionals, diu que Sisko rep l'ordre de portar el "Defiant" en una missió de "mostrar la bandera" al llarg de la frontera amb Tzenkethi.
Pel camí, la tripulació perd el control dels sistemes crítics de la nau, incloent-hi la navegació i les armes, i la investigació del Cap O'Brien revela un sabotatge. Quan O'Brien i la tinent Dax registren la tripulació, es revela que Krajensky és un impostor canviant, que fuig a les profunditats de la nau; la tripulació dedueix que ha pres el control de la nau per provocar una guerra entre la Federació i els Tzenkethi. Hores de recerca causen paranoia entre la tripulació, ja que el canviant podria estar disfressat de qualsevol d'ells. Sisko ordena al Dr. Bashir que administri anàlisis de sang a la tripulació per identificar el canviant, i les proves semblen revelar que el tinent comandant Michael Eddington és l'impostor; però en realitat, el canviant estava disfressat de Bashir per falsificar l'anàlisi de sang d'Eddington, i escapa de nou.
Com a últim recurs per evitar que la nau ataqui els Tzenkethi, Sisko prepara el sistema d'autodestrucció de la nau, mentre que O'Brien intenta anul·lar el control del canviant sobre els sistemes de la nau. L'agent Odo, un canviant que ha rebutjat el Domini, lluita contra l'infiltrat a la sala de màquines i el mata, convertint-se així en el primer canviant a fer mal a un altre. O'Brien recupera el control de la nau i Sisko cancel·la l'autodestrucció. Quan tornen a "Espai Profund 9", descobreixen que el veritable ambaixador Krajensky va ser segrestat i substituït per l'impostor canviant abans d'arribar a l'estació, i que l'informe d'un cop d'estat Tzenkethi era fals; tot l'afer era un complot del Domini per desestabilitzar el Quadrant Alfa. Odo repeteix als altres les últimes paraules del canviant: "Arribeu massa tard. Som a tot arreu".

## Actors convidats
- Lawrence Pressman - Krajensky / canviant
- Kenneth Marshall - Michael Eddington
- Jeff Austin - Bolià
- Majel Barrett – Veu de l’ordinador

## Recepció
Keith DeCandido de Tor.com va qualificar l'episodi amb cinc sobre deu..
El 2015, Geek.com va recomanar aquest episodi com a "visualització essencial" per a la seva guia abreujada de marató de sèries de Star Trek: Deep Space Nine, que assenyalen que se centra en els canviants.
El 2020, Den of Geek va classificar aquest episodi com el 14è episodi més terrorífic de tots els episodis de televisió de la franquícia Star Trek.

## Llançaments
Aquest episodi es va estrenar el 2 d'octubre de 1998 al Japó com a part del conjunt de mitja temporada LaserDisc 3a temporada vol. 2. El format incloïa pistes d'àudio en anglès i japonès, així com subtítols en japonès.
L'episodi es va estrenar el 3 de juny de 2003 a Amèrica del Nord com a part del conjunt de DVD de la temporada 3.